# Монтано (Казерта)
Монтано је насеље у Италији у округу Казерта, региону Кампанија.
Према процени из 2011. у насељу је живело 512 становника. Насеље се налази на надморској висини од 163 м.